# Ессен Федір Федорович
Ессен Федір Федорович (1862 — 1919) — київський архітектор, цивільний інженер.

## Біографія
Відомостей про дитячі та юнацькі роки архітектора немає.
Вищу освіту здобув у Петербурзькому будівельному училищі (навчався впродовж 1880-1885 рр.), отримав звання цивільного інженера.
Впродовж декількох років зводив залізниці та казарми.
1892 року переїхав до Києва. Працював інспектором під'їзних шляхів Південно-Західної залізниці.
У 1901 - 1909 рр. обіймав посаду архітектора Університету Св.Володимира.
Також з 1901 року був керуючим київським водогоном. Обіймаючи посаду представника від київського губернатора, був представником влади у різних товариствах. Був членом правління школи десятників.

## Зведені будинки
- Університетська клініка на Бібіковському б-рі (тепер б-рі Шевченка) № 17 (1900, добудова),
- Будинок Е.Субботіної на Бібіковському б-рі (тепер б-рі Шевченка) № 13 (1900, добудова),
- Ідальня студентів університету на вул. Гімназичній (тепер Леонтовича) № 3 (1902 -1903 pp.),
- Гімназія О. Дучинської на вул. М. Коцюбинського № 7 (1903 p., співавтор В. Осьмак),
- Прибутковий будинок на вул. Костянтинівській № 37 (1910 - 1911 рр.),
- Хімічні корпуси Університету Св. Володимира на вул. Караваєвській (тепер Толстого) № 12 (поч.1900-х, добудова).

## Адреси у Києві
- вул. Ново-Єлизаветинська (тепер Пушкінська) № 6 (до 1900, 1905),
- вул. Олександрівська № 20 (тепер Володимирський узвіз № 6) (1901 - 1904; з 1906).